# Ephippiochthonius amatei
Espèce
Synonymes
- Chthonius amatei Carabajal Márquez, Garcia Carrillo & Rodríguez Fernández, 2001

Ephippiochthonius amatei est une espèce de pseudoscorpions de la famille des Chthoniidae.

## Distribution
Cette espèce est endémique d'Andalousie en Espagne. Elle se rencontre dans la grotte Cueva del Lobo à Enix.

## Description
La femelle holotype mesure 1,68 mm et le mâle paratype 1,5 mm.
Le mâle décrit par Zaragoza en 2017 mesure 1,50 mm et les femelles de 1,63 à 1,70 mm.

## Étymologie
Cette espèce est nommée en l'honneur de Juan Amate Salmerón.

## Publication originale
- Carabajal Márquez, Garcia Carrillo & Rodríguez Fernández, 2001 : Nuevos pseudoscorpiones cavernícolas de la Sierra de Gádor (Almería, España) (Arachnida, Pseudoscorpionida, Chthoniidae). Revista Ibérica de Aracnología, vol. 3, p. 7-15 (texte intégral).